# Amanda Hale
Amanda Jenny Hale, född 2 oktober 1982 i London, är en brittisk (engelsk) skådespelerska med irländska föräldrar. Hon är utbildad via Royal Academy of Dramatic Art, där hon tog examen år 2005. Hon hade även planer på att studera engelska vid Oxfords universitet, men ändrade sig och bestämde sig för att börja arbeta som skådespelerska.

## Utvalda krediter
| År        | Titel                            | Roll                 | Noter                                                   |
| --------- | -------------------------------- | -------------------- | ------------------------------------------------------- |
| 2005      | Mister Ernest                    | Cecily Cardew        | Oxford Playhouse (augusti–september)                    |
| 2007      | Glasmenageriet                   | Laura Wingfield      | Apollo Theatre (januari–maj)                            |
| 2007      | Övertalning                      | Mary Elliot Musgrove |                                                         |
| 2007      | Jekyll                           | Sally                | Avsnitt #1.4                                            |
| 2008–2009 | Kung Lear                        | Cordelia             | Headlong Theatre                                        |
| 2009      | Bright Star                      | Reynolds syster      |                                                         |
| 2010      | Spooks                           | Meg Kirby            | BBC One                                                 |
| 2011      | Rev.                             | Abi Johnston         | Säsong 2, avsnitt nr. 2                                 |
| 2012–2013 | Ripper Street                    | Emily Reid           | BBC One                                                 |
| 2013      | The White Queen                  | Margaret Beaufort    | BBC One                                                 |
| 2013      | Being Human                      | Lady Mary            | BBC Three                                               |
| 2013      | Dates                            | Helen                | Avsnitt #1.8                                            |
| 2013      | The Invisible Woman              | Fanny Ternan         |                                                         |
| 2013      | Förnuft och känsla               | Elinor Dashwood      | BBC Radio 4                                             |
| 2014      | Onkel Vanja                      | Sonja                | St. James Theatre (oktober–november)                    |
| 2015–2019 | Catastrophe                      | Catherine            | Channel 4                                               |
| 2017      | Three Girls                      | Rachel Smith         | BBC One; Avsnitt #1.3                                   |
| 2019      | Star Wars: The Rise of Skywalker | Konstapel Kandia     | Lucasfilm Ltd. och Bad Robot                            |
| 2020      | Mord i paradiset                 | Tabitha Brown        | Red Planet Pictures; Avsnitt: 9.1 "La Murder Le Diablé" |
| 2021      | A Discovery of Witches           | Mary Sidney          | Säsong 2, andra och tredje avsnittet                    |